# Yalova

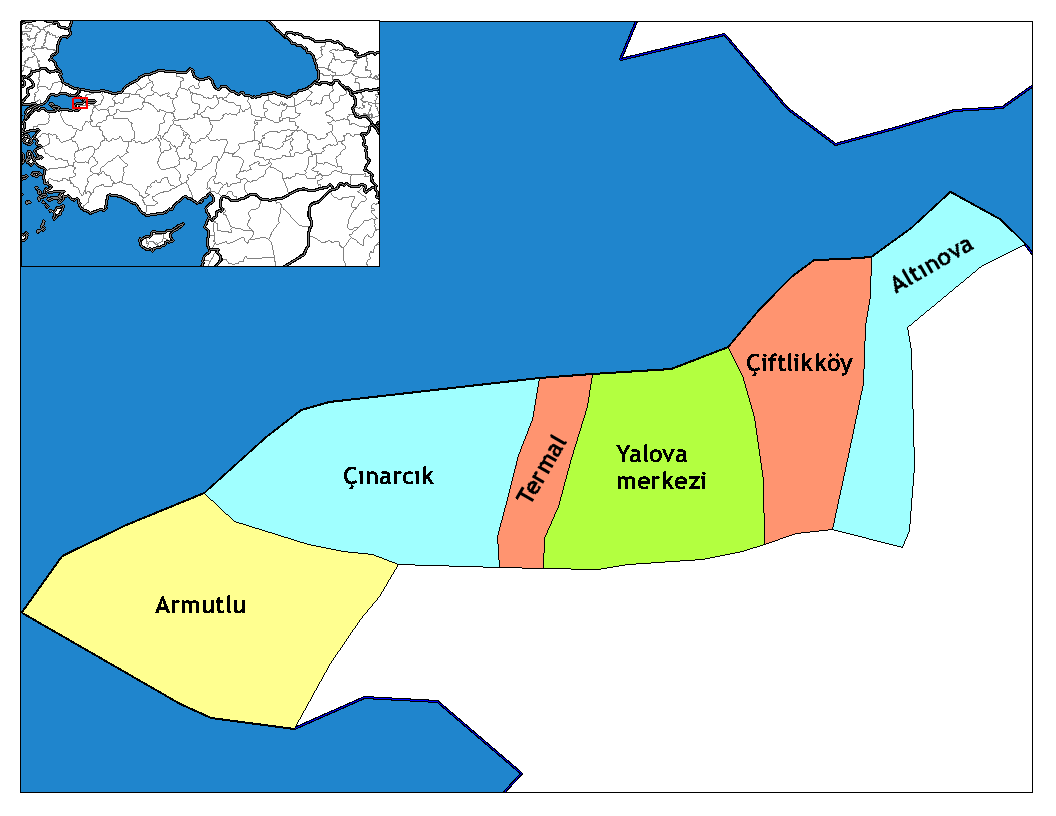
districtes

Yalova és una ciutat del nord-oest de Turquia a la costa oriental de la mar de Màrmara, capital de la província de Yalova. La ciutat tenia 100.863 habitants al final del 2010 i el districte de 118.998 habitants. La província tenia 203.741 habitants el mateix any.
En època clàssica fou la comarca de Pytia que el 280 aC fou integrada al regne de Bitínia amb el qual va passar a Roma (74 aC). Les principals ciutats sota els romans foren Pitípolis i Drapenon; els romans van establir diverses termes protegides per Hèrcules, amb un santuari dedicat a Escolapi. Constantí el Gran va elevar Drapenon a ciutat i li va donar el nom d'Helenàpolis en honor de la seva mare Helena que hi havia reconstruït les termes. Fou important per estar en l'itinerari de Constantinoble a Nicea. La primera croada dirigida per Pere l'Ermità i Gauthier Sans Avoir, va enfrontar a la rodalia als seljúcides que els van aplanar i van morir uns 25.000 croats. El 1307 se'n va apoderar Yalwačoghlu, lloctinent d'Osman (el fundador de la dinastia otomana) i fou rebatejada Yalakabad que va evolucionar a Yalova.
Al segle xix i fins al 1867 fou un kada del sandjak central del wilayat de Khudawendigar (Brusa); el 1867 fou agregat al wilayat d'Istanbul juntament amb el sandjak d'Izmit, que després fou erigit en mutasarriflik directament dependent del ministeri de l'Interior.; llavors Yalova fou capçalera d'una nahiye del kaza de Kara Mürsel, amb 27 pobles; la població tenia 1.025 habitants (250 grecs i 275 armenis). El 1930 Yalova fou agregat a la província d'Istanbul a petició del mateix Ataturk i va formar un districte de 492 km² amb 36 pobles i una població de 22.255 habitants el 1950 (dels quals 3.883 eren a la ciutat de Yalova i la resta als pobles). En ser estació termal i balneari es va desenvolupar mercès al fet que era visitada per molta gent d'Istanbul, i també per ser una etapa del viatge Bursa-Istanbul. Çınarcık (a l'oest) i Çiftlikköy (a l'est) van crear balnearis van esdevenir municipalitats. El districte es va ampliar amb territoris adjacents fins a mesurar 847 km i el 1995 fou elevat a província, avui dividida en sis districtes un dels quals el de Yalova.

## Demografia
| Any  | Població |
| ---- | -------- |
| 1965 | 13.500   |
| 1970 | 17.000   |
| 1975 | 27.000   |
| 1980 | 42.000   |
| 1985 | 54.600   |
| 1990 | 65.823   |
| 1997 | 78.000   |
| 2000 | 70.118   |
| 2007 | 87.372   |
| 2008 | 91.047   |
| 2009 | 92.166   |
| 2010 | 98.347   |
| 2011 | 100.863  |

## Agermanaments
Està agermanada amb:
- Bonn, Alemanya
- Ohrid, Macedònia
- Makhatxkalà, Rússia
- Suwon, Corea del Sud
- Medgidia, Romania